# 行縢山
行縢山（むかばきやま）は、九州南部に広がる九州山地の東部にそびえる山である。宮崎県延岡市に位置する。

## 山容
西側にある標高約831メートルの雄岳と東側にある標高809メートルの雌岳からなり、頂上付近は断崖となっている。東部には行縢川が流れている。
修験道の霊山であり雄岳と雌岳の間には日本の滝百選に選定された行縢の滝がある。近くの比叡山などと並んでロッククライミングのゲレンデにもなっている。
1400万年前、行縢山の北方に位置する大崩山の原型となったカルデラが大噴火を起こした。カルデラ外縁部の四万十層群と呼ばれる地層にマグマが貫入し、冷えて花崗岩からなる環状岩脈となり、浸食から取り残されてできた山の一つが行縢山である。行縢山は環状岩脈の南端部にあたる。
国有林の行縢山風景林があり、大半の地域が祖母傾国定公園第1種特別地域で保健保安林に指定されている。
ふもとには宮崎県管理のロッジがあり、宮崎県内の小学校の林間学校の登山コースでよく使われるコースである。所要時間は2時間程度である。ただし、2つ目の橋を渡りきった後から途中のほこら前までと、八合目から山頂までが勾配がきついため長距離登山のトレーニングとしても活用されている。

## 歴史
狩猟において下半身に着用された行縢（むかばき）に似ていることから行縢山と名付けられた。南側山麓には718年（養老2年）に創建されたといわれる行縢神社がある。古くから真言宗修験道の霊山とされており、行縢の滝は修行に利用されていた。